# Wereldkampioenschappen badminton 2013
De 20ste wereldkampioenschappen badminton werden in 2013 van 5 tot en met 11 augustus gehouden in het TianHe Indoor Gymnasium in Guangzhou (China). Dit badmintontoernooi werd georganiseerd door de Wereld Badminton Federatie (BWF).
Er werd gestreden om vijf titels, te weten:
- Mannen enkelspel
- Vrouwen enkelspel
- Mannen dubbelspel
- Vrouwen dubbelspel
- Gemengd dubbelspel

## Het toernooi
China, dat op de vorige twee wereldkampioenschappen en op de olympische spelen alle vijf de titels won, moest zich voor eigen volk tevreden stellen met slecht twee titels. Hiervoor zorgden Lin Dan in het mannen enkelspel en Wang Xiaoli en Yu Yang in het vrouwen dubbelspel.
Lin Dan had na zijn olympische titel bijna geen toernooien meer gespeeld waardoor hij zich eigenlijk niet wist te plaatsen voor dit wereldkampioenschap. De BWF gaf hem een wildcard zodat hij toch nog mocht deelnemen. In de finale wist hij opnieuw te winnen van Lee Chong Wei. Nguyễn Tiến Minh bereikte de halve finale en zorgde hiermee voor de allereerste Vietnamese medaille.
Wang Xiaoli en Yu Yang namen in het vrouwen dubbelspel revanche na hun diskwalificatie op de olympische spelen.
Indonesië was met twee titels in het dubbelspel erg succesvol. Hendra Setiawan won samen met Mohammad Ahsan het mannen dubbelspel. Zes jaar eerder werd hij al eens wereldkampioen samen met Markis Kido. Het gemengd dubbelspel werd gewonnen door Tantowi Ahmad en Liliyana Natsir. Voor Natsir was het al de derde wereldtitel nadat ze in 2005 en 2007 de titel won aan de zijde van Nova Widianto.
In het vrouwen enkelspel zorgde de 18-jarige Ratchanok Inthanon voor de allereerste Thaise gouden medaille door in de finale de Chinese olympische kampioene Li Xuerui te verslaan.
Ze werd ook de jongste wereldkampioen ooit in het enkelspel.

## Belgische deelnemers
Geen enkele Belgische deelnemer slaagde erin om een wedstrijd te winnen. Mattijs Dierickx en Freek Golinski haalden wel de 2de ronde omdat hun tegenstanders uit de eerste ronde forfait gaven.
| Naam                              | Onderdeel          | Resultaat | Tegenstanders (uitslagen)                                                                              |
| --------------------------------- | ------------------ | --------- | --- |
| Yuhan Tan                         | mannen enkelspel   | 1e ronde  | 1R: Wang Zhengming (17-21, 14-21)                                                                      |
| Mattijs Dierickx Freek Golinski   | mannen dubbelspel  | 2e ronde  | 1R: Songphon Anugritayawon / Sudket Prakakamol (niet gespeeld) 2R: Cai Yun / Fu Haifeng (10,21, 18-21) |
| Steffi Annys Severine Corvilain   | vrouwen dubbelspel | 1e ronde  | 1R: Chen Hsiao-huan / Lai Chia-wen (11-21, 10-21)                                                      |
| Freek Golinski Severine Corvilain | gemengd dubbelspel | 1e ronde  | 1R: Vitalij Durkin / Nina Vislova (9-21, 7-21)                                                         |

## Nederlandse deelnemers
Voor Nederland kwamen de volgende deelnemers in actie.
| Naam                              | Onderdeel          | Resultaat | Tegenstanders (uitslagen)                                                                       |
| --------------------------------- | ------------------ | --------- | ----------------------------------------------------------------------------------------------- |
| Erik Meijs                        | mannen enkelspel   | 1e ronde  | 1R: Petr Koukal (18-21, 21-10, 14-21)                                                           |
| Eric Pang                         | mannen enkelspel   | 2e ronde  | 1R: Kenichi Tago (niet gespeeld) 2R: Lin Dan (14-21, 17-21)                                     |
| Ruud Bosch Koen Ridder            | mannen dubbelspel  | 1e ronde  | 1R: Chris Adcock / Andrew Ellis (17-21, 18-21)                                                  |
| Jorrit de Ruiter Samantha Barning | gemengd dubbelspel | 2e ronde  | 1R: Sam Magee / Chloe Magee (21-15, 21-12) 2R: Robert Mateusiak / Nadiezda Zieba (19-21, 20-22) |

## Medailles
| Onderdeel          | Goud                           | Zilver                       | Brons                                   |
| ------------------ | ------------------------------ | ---------------------------- | --------------------------------------- |
| Mannen enkelspel   | Lin Dan                        | Lee Chong Wei                | Du Pengyu                               |
| Mannen enkelspel   | Lin Dan                        | Lee Chong Wei                | Nguyễn Tiến Minh                        |
| Vrouwen enkelspel  | Ratchanok Inthanon             | Li Xuerui                    | Bae Youn-joo                            |
| Vrouwen enkelspel  | Ratchanok Inthanon             | Li Xuerui                    | P. V. Sindhu                            |
| Mannen dubbelspel  | Hendra Setiawan Mohammad Ahsan | Mathias Boe Carsten Mogensen | Cai Yun Fu Haifeng                      |
| Mannen dubbelspel  | Hendra Setiawan Mohammad Ahsan | Mathias Boe Carsten Mogensen | Kim Ki-jung Kim Sa-rang                 |
| Vrouwen dubbelspel | Wang Xiaoli Yu Yang            | Eom Hye-won Jang Ye-na       | Christinna Pedersen Kamilla Rytter Juhl |
| Vrouwen dubbelspel | Wang Xiaoli Yu Yang            | Eom Hye-won Jang Ye-na       | Tian Qing Zhao Yunlei                   |
| Gemengd dubbelspel | Tantowi Ahmad Liliyana Natsir  | Xu Chen Ma Jin               | Shin Baek-choel Eom Hye-won             |
| Gemengd dubbelspel | Tantowi Ahmad Liliyana Natsir  | Xu Chen Ma Jin               | Zhang Nan Zhao Yunlei                   |

### Medailleklassement
| Plaats | Land       | Goud | Zilver | Brons | Totaal |
| 1      | China      | 2    | 2      | 4     | 8      |
| 2      | Indonesië  | 2    | 0      | 0     | 2      |
| 3      | Thailand   | 1    | 0      | 0     | 1      |
| 4      | Zuid-Korea | 0    | 1      | 3     | 4      |
| 5      | Denemarken | 0    | 1      | 1     | 2      |
| 6      | Maleisië   | 0    | 1      | 0     | 1      |
| 7      | Vietnam    | 0    | 0      | 1     | 1      |
| 7      | India      | 0    | 0      | 1     | 1      |
| Totaal | Totaal     | 5    | 5      | 10    | 20     |